# لويس دي مولينا
لويس دي مولينا (بالإسبانية: Luis de Molina)‏ هو أستاذ جامعي وفيلسوف وقانوني واقتصادي إسباني، ولد في 29 سبتمبر 1535 في قونكة في إسبانيا، وتوفي في 12 أكتوبر 1600 في مدريد في إسبانيا.

## وصلات خارجية
- لويس دي مولينا على موقع الموسوعة البريطانية (الإنجليزية)